# ホセ・クーラ
ホセ・ルイス・ビクトル・クーラ・ゴメス（José Luis Victor Cura Gómez, 1962年12月5日 - ）は、アルゼンチンのテノール歌手。オペラ歌手としてだけではなく、作曲、指揮、演出などもこなす。1990年代中ごろから「ポスト・三大テノール」の旗手として国際的に活躍する。オテロを歌える希少なドラマティック・テノールであることと、恵まれた容姿と秀でた演技力により、現在もスター歌手の地位にいる。

## キャリア
アルゼンチン第3の都市であるロサリオに生まれる。少年期にフアン・ディ・ロレンソにギターを学び、15歳で合唱指揮者となり、16歳で作曲をカルロス・カストロに学び、1982年には、ロサリオ国立大学の芸術学部に入学する。合唱指揮者として活躍する傍ら、自身の声楽的才能を見い出され、歌手としての訓練を始めるが、声楽教師の誤った指導により、一旦は発声を壊してしまう。その後復調し、1991年にはイタリアに渡り、ヴィットーリオ・テッラノーヴァの門下に入る。テッラノーヴァは、クーラの声質とは全く異なるレッジェロであったが、「イタリアのスタイルを学ぶ」のが目的だったと言う。1992年2月にヴェローナのヌオーヴォ劇場におけるヘンツェの『Pollicino』でオペラ・デビューする。しばらくは、イタリアの地方劇場での端役や、ミラノの小劇場（Teatro dell'Arca）での出演に留まるが、1993年12月のトリノのレージョ劇場でのヤナーチェクの『マクロプロス事件』で、大劇場での主役級の役を得る。以降は、1994年1月に、ジェノヴァのカルロ・フェリーチェ劇場で『ナブッコ』のイズマエーレ、翌2月にはトリノで『運命の力』のドン・アルヴァーロを歌うなど、急速に活躍の場を広げ、同年9月のドミンゴ主催の「オペラリア・コンクール」で優勝し、国際的にも名前が知られるようになり、同11月にはシカゴ・リリック・オペラでフレーニを相手に、ジョルダーノの『フェドーラ』でデビューする。この時期の録音としては、マルティーナ・フランカ音楽祭でのプッチーニの『妖精ヴィッリ』のライヴ録音がある。
1995年は、6月にロンドンのコヴェント・ガーデンに『スティッフェーリオ』でデビュー、9月にパリのオペラ座に『ナブッコ』でデビューするなど、国際的な歌手としての活躍を広げる。翌1996年は、1月のローマ歌劇場でのマスカーニの『イリス』に始まり、3月のトリノでのヴェルディの『海賊』、7月のラヴェンナ音楽祭での『カヴァレリア・ルスティカーナ』などでの、傑出した歌唱を認められ、イタリアの批評家賞を受賞している。同年にはウィーン国立歌劇場にも『トスカ』でデビューしている。1997年1月には、『ラ・ジョコンダ』でスカラ座にもデビューしているが、この時は聴衆の完全な支持を得るには至らなかった。クーラの高音の発声が「プッシュ」する出し方で、正統的なメソードでなかったからとも言われているが、当初からイタリアの批評家からは、「長続きする発声ではない」と危惧する声があった。同年5月にトリノでアバド指揮で、『オテロ』役にデビューし、世界的な注目を集める。夏にはエラートレーベルから、ドミンゴ指揮による「プッチーニ・アリア集」がリリースされ、「ポスト・3大テノール」の筆頭として期待される中、1998年1月の新国立劇場の杮落し公演の一環である『アイーダ』で、日本にもデビューする。日本の聴衆に期待に違わぬ実力を見せつけ、同年9月には、ボローニャ市立劇場の引っ越し公演で再来日し、びわ湖ホールと東京で『カヴァレリア・ルスティカーナ』と『フェドーラ』（びわ湖のみ）を歌う。びわ湖ホールでの公演は、圧倒的な名演として、その年のベスト公演に挙げるオペラ・ファンが多かった。一方で、東京では自身で指揮しながら歌うコンサートが、賛否両論でもあった。この間1998年4月には、四半世紀の間閉鎖されていたパレルモのマッシモ劇場の再開記念公演で、パヴァロッティの代役として『アイーダ』に登場し、世代交代を強く印象付けた。
国際的な評価が固まった1999年は、4月にテアトロ・コロンでの『オテロ』で地元に凱旋公演、9月にはシーズン・オープニング公演となる『カヴァレリア・ルスティカーナ』でメトロポリタン歌劇場でのデビュー公演（デビューが、シーズン開幕公演となるのは、1902年のカルーソー以来）が用意されるなど、歌手としてのキャリアの頂点に至る。

## 評価
1998年までは、高音の出し方に危険の芽を孕んでいたが、強靭な発声に支えられた充実した中音域の響きと、3点C音まで安定した輝かしい高音域が両立し、マリオ・デル・モナコを彷彿させる美声であった。秀でた音楽性と、歴代の歌手の中でも傑出した柔軟な表現力が噛み合って、オペラに内在したドラマ性を余すところなく描き出すことに成功していた。長身で容姿に恵まれるだけでなく、演技力にも定評があり、デル・モナコやコレッリの引退以降、長年鶴首されていたテノーレ・ロブストのスター歌手であった。
しかし、1999年初頭に高音が抜けなくなり、無理に高音を出すために中音域の発生も不安定になり、発声のフォームを崩すとともに、自由な表現力も失ってしまう。2000年代中ごろまでに発声を再構築し、平凡なテノーレ・ロブスト程度の声にはなったが、発声重視で表現力を犠牲にしたため、弛緩した歌唱スタイルとなる。発声の違いを聞き分けられない批評家や聴衆からは、「手抜き」歌唱などと揶揄されるが、クーラ自身は発声を再構築し、誠実にできることを実行している。

## ディスコグラフィー
1998年までのもの
- サン＝サーンス： 歌劇「サムソンとデリラ 」 （コリン・デイヴィス指揮、ロンドン交響楽団、ボロディナ、ロイド） ERATO
- プッチーニ： 歌劇「妖精ヴィッリ」 （アプレア指揮、ゴルダーゼ、アントヌッチ） Nuova Era
- プッチーニ： 歌劇「マノン・レスコー」 （ムーティ指揮、スカラ座管、グレギーナ） DG
- プッチーニ・アリア集 （ドミンゴ指揮） ERATO
- マスカーニ： 歌劇「イリス」 （ジェルメッティ指揮、ローマ歌劇場管、デッシー、中丸三千繪） RICORDI
- 「アネーロ〜切望」 ERATO

## 役
| 役名                   | 作品名                       | 作曲家           |
| ---------------------- | ---------------------------- | ---------------- |
| アルフレード           | 椿姫                         | ヴェルディ       |
| ドン・カルロ           | ドン・カルロ                 | ヴェルディ       |
| マンリーコ             | イル・トロヴァトーレ         | ヴェルディ       |
| スティッフェーリオ     | スティッフェーリオ           | ヴェルディ       |
| ガブリエーレ           | シモン・ボッカネグラ         | ヴェルディ       |
| ラダメス               | アイーダ                     | ヴェルディ       |
| ドン・アルヴァーロ     | 運命の力                     | ヴェルディ       |
| オテロ                 | オテロ                       | ヴェルディ       |
| イズマエーレ           | ナブッコ                     | ヴェルディ       |
| コッラード             | 海賊                         | ヴェルディ       |
| マリオ・カヴァラドッシ | トスカ                       | プッチーニ       |
| ルッジェーロ           | つばめ                       | プッチーニ       |
| ロベルト               | 妖精ヴィッリ                 | プッチーニ       |
| エドガール             | エドガール                   | プッチーニ       |
| デ・グリュー           | マノン・レスコー             | プッチーニ       |
| カラフ                 | トゥーランドット             | プッチーニ       |
| ディック・ジョンソン   | 西部の娘                     | プッチーニ       |
| ロドルフォ             | ラ・ボエーム                 | プッチーニ       |
| ドン・ホセ             | カルメン                     | ビゼー           |
| ロドリーグ             | ル・シッド                   | マスネ           |
| オオサカ               | イリス                       | マスカーニ       |
| トゥリッドゥ           | カヴァレリア・ルスティカーナ | マスカーニ       |
| カニオ                 | 道化師                       | レオンカヴァッロ |
| アンドレア・シェニエ   | アンドレア・シェニエ         | ジョルダーノ     |
| ロリス                 | フェドーラ                   | ジョルダーノ     |
| パオロ                 | フランチェスカ・ダ・リミニ   | ザンドナーイ     |
| サムソン               | サムソンとデリラ             | サン＝サーンス   |
| エンツォ               | ラ・ジョコンダ               | ポンキエッリ     |
| タンホイザー           | タンホイザー 1861年パリ版    | ワグナー         |
| ピーター・グライムズ   | ピーター・グライムズ         | ブリテン         |